# Campos Gerais
Campos Gerais este un oraș în unitatea federativă Minas Gerais (MG), Brazilia.